# Рыжевский, Павел Валентинович
Па́вел Валенти́нович Рыже́вский (3 марта 1981, Минск, Белорусская ССР, СССР) — белорусский футболист, нападающий клуба «Даугавпилс».

## Биография
В августе 2008 года Павел Рыжевский присоединился к резекненской «Блазме», в составе которого играл вплоть до расформирования клуба, а также провёл несколько матчей в качестве капитана. В межсезонье 2010/11 он играл в чемпионате Даугавпилса по мини-футболу за команду «Викинги», где стал лучшим бомбардиром чемпионата.
В 2011 году играл в клубе «ЛДЗ Карго».